# Hexatoma nigrocoxata
Hexatoma nigrocoxata är en tvåvingeart som beskrevs av Alexander 1957. Hexatoma nigrocoxata ingår i släktet Hexatoma och familjen småharkrankar. Inga underarter finns listade i Catalogue of Life.